# Lyraea (Bulbophyllum)
Lyraea: es una sección del género Bulbophyllum perteneciente a la familia de las orquídeas.
Se caracterizan por ser las plantas originarias de Madagascar.

## Especies
1. Bulbophyllum aggregatum Bosser 1965 Madagascar
2. Bulbophyllum ankaizinense (Jum. & H. Perrier) Schltr. 1924 Madagascar
3. Bulbophyllum ankaratranum Schltr. 1924 Madagascar
4. Bulbophyllum callosum Bosser 1965 Madagascar
5. Bulbophyllum comorianum H. Perrier 1938 Comoros
6. Bulbophyllum coriophorum Ridl. 1886 Madagascar
7. Bulbophyllum humbertii Schltr. 1922 Mdagascar
8. Bulbophyllum masoalanum Schltr. 1916 Madagascar
9. Bulbophyllum protectum H.Perrier 1937 Madagascar
10. Bulbophyllum vulcanorum H.Perrier 1938 Madagascar